# Aba Shanti-I
Joseph Smith, connu sous le nom de scène Aba Shanti-I, est un opérateur de sound system et producteur britannique. Né dans le borough londonien de Hackney, il est spécialiste de dub et de reggae.
Il participe au carnaval de Notting Hill depuis 1993 et a été lauréat du prix du disc jockey no 1 décerné par DJ Magazine.